# Moralische Kompetenz
Dieser Artikel wurde auf der Qualitätssicherungsseite des Wikiprojekts Psychologie eingetragen. Dies geschieht, um die Qualität der Artikel aus dem Themengebiet Psychologie zu verbessern. Dabei werden Artikel verbessert oder auch zur Löschung vorgeschlagen, wenn sie nicht den Kriterien der Wikipedia entsprechen. Hilf mit bei der Verbesserung und beteilige dich an der Diskussion im Projekt Psychologie.
Moralische Kompetenz oder auch Moralkompetenz ist nach Georg Lind eine Fähigkeit, Probleme und Konflikte auf der Grundlage moralischer Prinzipien durch Denken und Diskutieren zu lösen, statt durch Gewalt, Betrug oder Unterwerfung unter die Führung durch Andere. Lind entwickelt diesen Begriff der Moralischen Kompetenz in seinen beiden Hauptwerken „Moral ist lehrbar“ und „Ist Moral lehrbar?“ sowie in zahlreichen Aufsätzen.
Moralische Kompetenz drückt sich im Verhalten von Menschen aus, insbesondere wenn eine Entscheidung zwischen verschiedenen Möglichkeiten zu treffen ist, die alle moralisch nicht wünschenswert sind. Wir sprechen dann von einer moralischen Dilemma-Situation. Die Moralische Kompetenz lässt sich mit Hilfe des von Lind in den 1970er Jahren entwickelten Moralische Kompetenz-Tests (MKT) sichtbar machen und damit auch objektiv und valide messen. Der MKT, früher als Moralisches-Urteil-Test (MUT) bezeichnet, wurde inzwischen in 39 Sprachen übersetzt und großenteils auch validiert.
Moralische Kompetenz von Menschen lässt sich Lind zufolge ähnlich wie andere menschliche Fähigkeiten fördern, nämlich indem man ihnen Gelegenheiten zu ihrer Anwendung und damit Entwicklung bietet. In gezielter Weise kann diese mit der von ihm konzipierten „Konstanzer Methode der Dilemma-Diskussion“ (KMDD) geschehen. Die KMDD wurde vor allem für den Einsatz in Bildungsinstitutionen (Schule ab 3. Schuljahr, Hochschulen, berufliche Bildungszentren, Gefängnisse, Militärakademien u. Ä. m.) entwickelt. Sie erfordert keine Änderungen der Lehrpläne. Bereits ein bis zwei Sitzung à 90 Minuten zeigen nach Lind deutliche Effekte. Allerdings ist eine gründliche Unterweisung der Lehrperson in der Methode notwendig. In den letzten Jahren hat sich überdies mit dem Diskussions-Theater ein weiteres, öffentliches Format etabliert, mit dem Menschen außerhalb von Bildungsinstitutionen angesprochen werden sollen.
Lind vertritt die These, wonach Moralische Kompetenz eine „Schlüsselqualifikation“ für das Zusammenleben in einer Demokratie ist. Wenn Menschen Konflikte und Probleme nicht selbst durch Denken und Diskussion lösen können, sind sie auf den Gebrauch von Gewalt und Betrug angewiesen oder müssen „eine höhere Macht in Anspruch zu nehmen“. Bildung, Demokratie und Moral sind also eng miteinander verbunden.

„Die Gesellschaft scheint noch nicht zu verstehen, wie wichtig die moralisch-demokratische Kompetenz aller Bürger für das friedliche Zusammenleben in einer Demokratie ist, und dass daher allen Menschen die Gelegenheit gegeben werden muss, ihre moralisch-demokratische Kompetenz durch Übung und Anleitung zu entwickeln.“

## Begriffsgeschichte
Der Begriff der Moralischen Kompetenz ist in der psychologischen Forschung und der pädagogischen Anwendung noch relativ jungen Datums, wobei bereits Sokrates vom Vermögen gesprochen hat, Gutes zu tun, und Darwin beispielsweise von Moralfähigkeit sprach.
Linds Begriff der Moralischen Kompetenz gründet unter anderem auf den wissenschaftlichen Vorarbeiten aus der kognitiven Entwicklungspsychologie von Jean Piaget und Lawrence Kohlberg. Letzterer definiert Moralische Urteilsfähigkeit als „das Vermögen, Entscheidungen und Urteile zu treffen, die moralisch sind, das heisst, auf inneren Prinzipien beruhen und in Übereinstimmung mit diesen Urteilen zu handeln“. Lind baut auf Kohlbergs Definition auf, kritisiert aber den fehlenden Bezug auf die schwierige Aufgabe der Bewältigung von Dilemmasituationen und auf den fehlenden Aspekt des kommunikativen Handelns, wie er bei Jürgen Habermas thematisiert wird.
Die begriffliche Weiterentwicklung Kohlbergs Definition vollzieht Lind unter Berücksichtigung der Arbeiten von Habermas, Apel und Keasey. Moralische Kompetenz ist allerdings nur einer von zwei Aspekten des moralischen Verhaltens von Menschen. Nach Linds „Zwei-Aspekt-Theorie der Moral“, die er auf Sokrates und Piaget zurückführt, ist das moralische Verhalten durch die beiden Aspekte Moralische Kompetenz und Moralische Orientierungen charakterisiert.

## Moralische Kompetenz Test (MKT)
Beim „Moralische Kompetenz-Test“ (MKT), englisch „Moral Competence Test“ (MCT), werden den Probanden zwei Geschichten vorgelegt, in denen der Protagonist eine schwere Entscheidung zu treffen hat. Die Probanden werden gefragt, ob die Entscheidung der Protagonisten richtig oder falsch war. Außerdem sollen sie danach auf einer Skala von −4 bis +4 jeweils sechs Pro- und sechs Kontra-Argumente nach ihrer Akzeptabilität beurteilen. Die Argumente entsprechen in ihrem Aufbau und der Qualität ihres Inhalts den sechs moralischen Orientierungen, die Lawrence Kohlberg in seinem Stufenmodell der Moral festgelegt hat.

„Der Test misst dabei das Ausmaß, wie stark sich die Befragten an der moralischen Qualität der Argumente orientieren, statt an deren Meinungskonformität.“

## Konstanzer Methode der Dilemma-Diskussion (KMDD)
Die Konstanzer Methode der Dilemma-Diskussion (KMDD) dient zur Förderung der moralischen Kompetenz. Ursprünglich geht die Methode auf Blatt und Kohlberg (1975) zurück. Kohlberg hat sie aber aufgegeben, weil ihr die Akzeptanz bei Lehrkräften fehlte. Wie bei Blatt und Kohlberg werden bei Linds KMDD die Teilnehmer mit einer Dilemma-Geschichte konfrontiert. Ansonsten hat Lind die Methode jedoch stark überarbeitet:
(a) Er hat die sogenannte „plus-1“-Konvention aufgegeben, nach der die Lehrperson den Schülern auf deren Entwicklungsstand angepasste moralische Argumente vorgeben soll, und lässt die Teilnehmer stattdessen gegeneinander diskutieren.
(b) Er gibt den Teilnehmern mehr Zeit und lässt sie statt mehrerer nur eine Dilemma-Geschichte diskutieren.
(c) Er lässt die Teilnehmer sich selbst moderieren, indem sie sich wechselseitig aufrufen.
Eine KMDD-Sitzung dauert ungefähr 90 Minuten.
Lind hat auch eine Fortbildung für Lehrkräfte in der KMDD entwickelt.
Die Methode wurde bereits erfolgreich in Bildungs- und Ausbildungseinrichtungen, in Gefängnissen oder Altersheimen im In- und Ausland, in weiterbildenden Schulen, im Justizvollzug, in der Sozialarbeit und im Rahmen mancher Unterrichtsfächer eingesetzt.

## Diskussionstheater
Das Diskussionstheater ist ein alternatives Format zur KMDD. Es soll eine breitere Öffentlichkeit außerhalb von Schulen, Hochschulen oder anderer Bildungs- und Sozialeinrichtungen adressieren. Es bietet einen niedrigschwelligen Einstieg zur Förderung der moralischen Kompetenz. Eine Teilnahme erfordert weder eine besondere Vorbildung noch spezielle Sprachkenntnisse.
Ziel des Diskussionstheaters ist es wie bei der KMDD, die Fähigkeit zu üben, Probleme und Konflikte auf der Grundlage von moralischen Prinzipien durch Abwägen und Diskussion zu lösen. Wie bei einer KMDD beginnt das Diskussionstheater mit einer Dilemmageschichte. Der Aufbau ist in neun Akte strukturiert. Es gibt kein Drehbuch, keine klassischen Rollen von Zuschauern und Schauspielern, nur Teilnehmer. Das Diskussionstheater definiert Lind als inklusiv, demokratisch und ohne Belehrung.
Grundsätzlich lässt sich das Diskussionstheater auch überall dort praktizieren, wo bislang die KMDD veranstaltet wurde.

## Belege
1. ↑  
Georg Lind: Moral ist lehrbar! Wie man moralisch-demokratische Fähigkeiten fördern und damit Gewalt, Betrug und Macht mindern kann. 4., erweiterte und überarbeitete  Auflage. Logos Verlag, Berlin 2019, ISBN 978-3-8325-4901-5, S. 63 (eingeschränkte Vorschau in der Google-Buchsuche – Englischsprachige Fassung: Georg Lind, 2019: How to Teach Moral Competence, 2. Auflage).
2. ↑  
G. Lind: Ist Moral lehrbar? Ergebnisse der modernen moral-psychologischen Forschung. Logos-Verlag, Berlin 2002.
3. ↑  
T. Schirrmacher: Zur Konstanzer Methode der Dilemma-Diskussion (KMDD). In: Thomas Schirrmacher, Edwin R. Micewski (Hrsg.): Ethik im Kontext individueller Verantwortung und militärischer Führung. Institut für Religion und Frieden, Wien 2012, S. 93–125. https://www.afet.de/download/2012/Schirrmacher_KMDD.pdf
4. ↑  
Vgl. G. Lind (1978).
5. ↑  
E. Nowak: What Is Moral Competence and Why Promote It? In: Ethics in Progress. Vol. 7, No. 1, 2016, Art. #21, S. 322–333. doi:10.14746/eip.2016.1.18. ISSN 2084-9257
6. ↑  
Vgl. http://moralcompetence.net/
7. ↑  
http://moralcompetence.net/
8. ↑  
Vgl. G. Lind (2002).
9. ↑  
Georg Lind: Moral ist lehrbar! Berlin 2019, S. 25 (eingeschränkte Vorschau in der Google-Buchsuche).
10. ↑  
Georg Lind: Moral ist lehrbar! Berlin 2019, S. 24 (eingeschränkte Vorschau in der Google-Buchsuche).
11. ↑  
J. Piaget (1965).
12. ↑  
Vgl. L. Kohlberg (1984).
13. ↑  
Georg Lind: Moral ist lehrbar! Berlin 2019, S. 63 (eingeschränkte Vorschau in der Google-Buchsuche).
14. ↑  
Vgl. J. Habermas (1983).
15. ↑  
J. Piaget: The affective unconscious and the cognitive unconscious. In: B. Inhelder, H. H. Chipman (Hrsg.): Piaget and his school. Springer, New York 1976, S. 63–71.
16. ↑  
W. Stangl: Moralkompetenz. In: Online-Lexikon für Psychologie und Pädagogik. 2020. https://lexikon.stangl.eu/24245/moralkompetenz/ (2020-01-23).
17. ↑  
Vgl. https://www.afet.de/download/2012/Schirrmacher_KMDD.pdf
18. ↑  
Vgl. G. Lind (2019)
19. ↑  
Vgl. K. Hemmerling, M. Scharlipp, G. Lind: Die Konstanzer Methode der Dilemma-diskussion für die Bildungsarbeit mit Riskiogruppen. In: Klaus Mayer, Huldreich Schildknecht (Hrsg.): Dissozialität, Delinquenz, Kriminalität: Ein Handbuch für die interdisziplinäre Arbeit. Schulthess, Zürich 2009, S. 303–311.
K. Hemmerling: Morality Behind Bars: An Intervention Study on Fostering Moral Competence of Prisoners as a New Approach to Social Rehabilitation. Peter Lang, Berlin 2014.
20. ↑  
Vgl. Lind (2019).